# Salix magnifica
Salix magnifica — вид квіткових рослин із родини вербових (Salicaceae).

## Морфологічна характеристика
Це мале дерево чи кущ. Гілочки міцні, в молодості з нальотом, згодом голі. Листкова ніжка в молодості червона, до 4 см, товста; листкова пластинка еліптична, яйцеподібна або обернено-яйцеподібно-довгаста, до 20 × 11 см, знизу сірувато-зелена, зверху темно-зелена, край цілісний у молодості, неправильно залозисто-зубчастий, верхівка округла, тупа, мукронатна чи гостра. Сережки 10 × 1.5 см, голі. Плодова сережка до 23 см. Коробочка яйцювато-еліпсоїдна або яйцювата, 5–7 мм.

## Середовище проживання
пн. і зх. Сичуань. Росте біля водойм, у лісах на схилах гір; на висотах 2100–3000 метрів.